# Chiyoda (Tokio)
Chiyoda (jap. 千代田区 Chiyoda-ku) – jeden z 23 specjalnych okręgów (dzielnic) japońskiej stolicy, Tokio. Ma powierzchnię 11,66 km². W 2020 r. mieszkało w nim 66 758 osób, w 37 396 gospodarstwach domowych  (w 2010 r. 47 174 osób, w 25 651 gospodarstwach domowych).
W dzielnicy Chiyoda znajduje się Pałac Cesarski (kompleks pałacowy Kōkyo i znajdujący się na jego terenie pałac główny Kyūden), gmach parlamentu (Kokkai-gijidō), siedziba premiera (Naikaku-sōridaijin Kantei), gmach Sądu Najwyższego (Saikō-saibansho), siedziby partii politycznych i liczne ministerstwa.

## Galeria

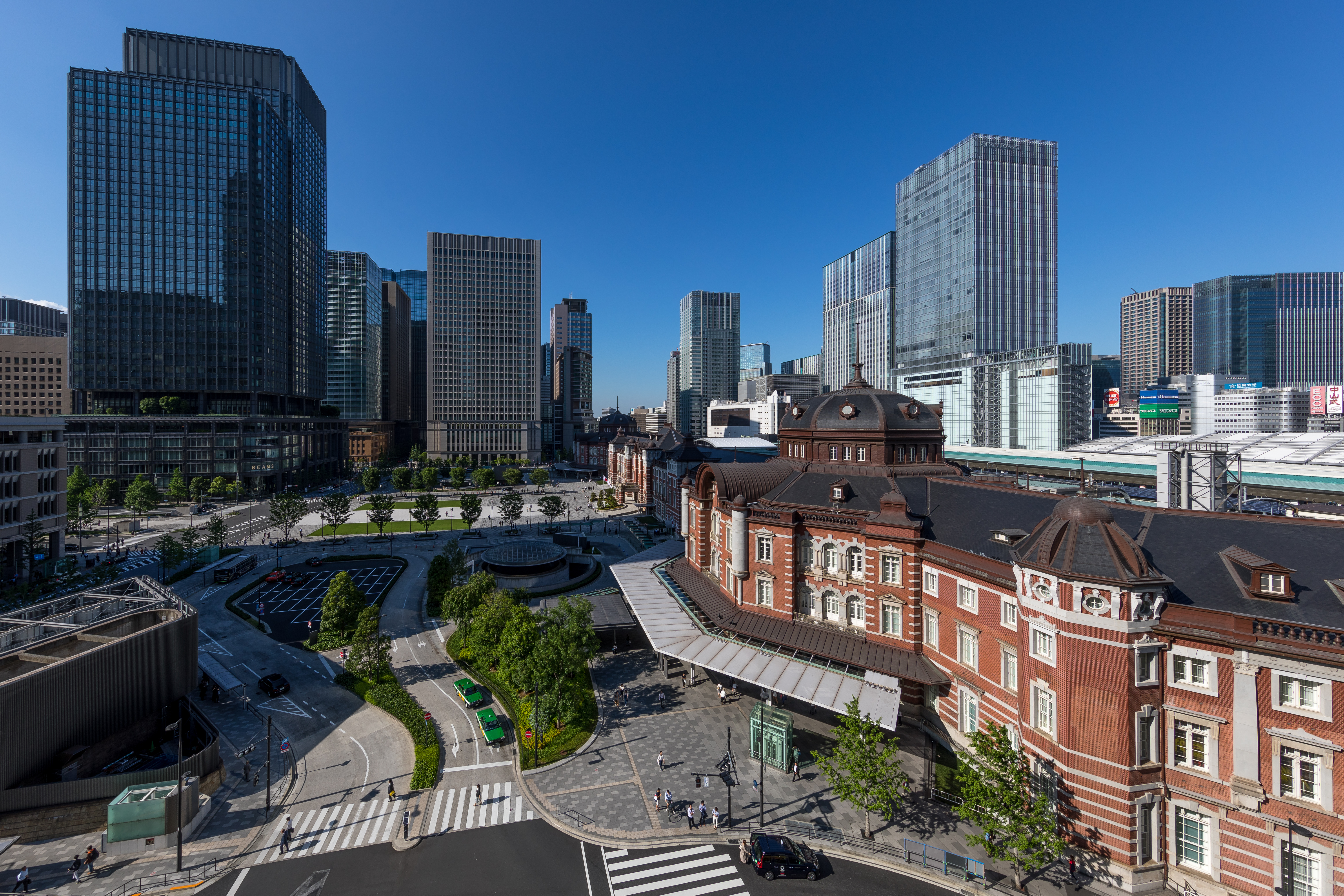
Panorama: Marunouchi Central Plaza, dworzec Tōkyō
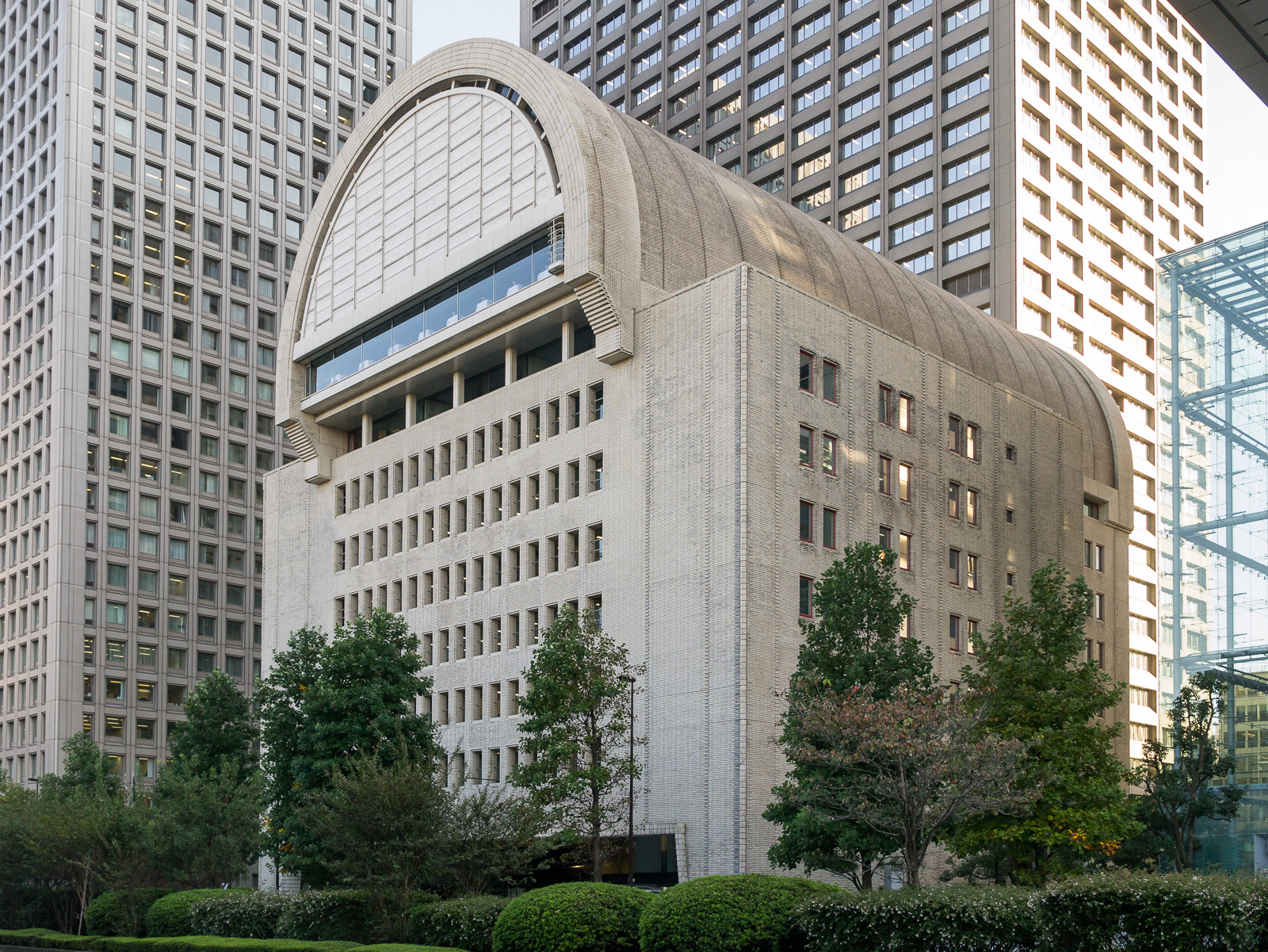
Japan Press Center
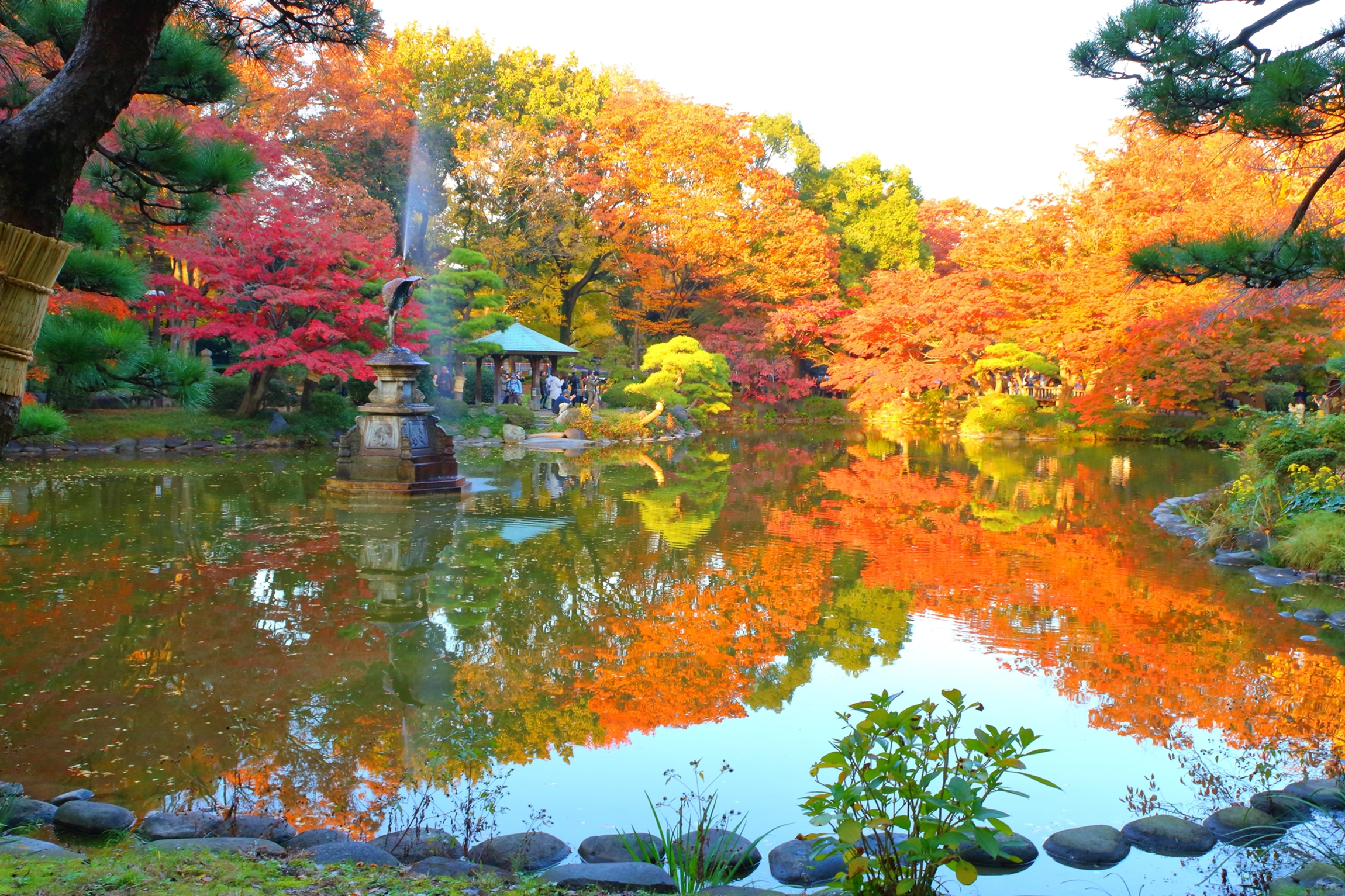
Park Hibiya jesienią
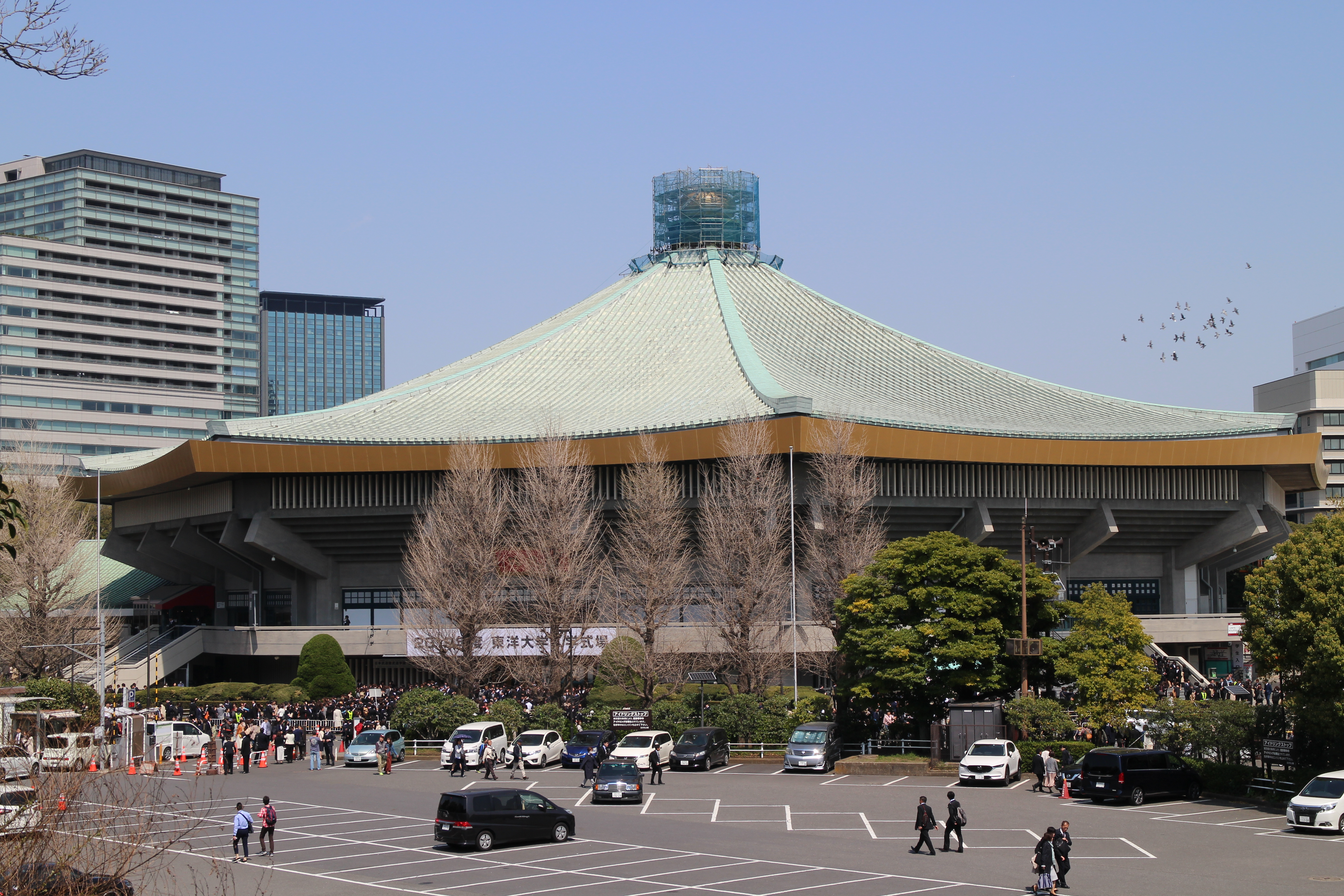
Hala widowiskowa Nippon Budōkan, 2019